# 施塔恩斯多夫湖

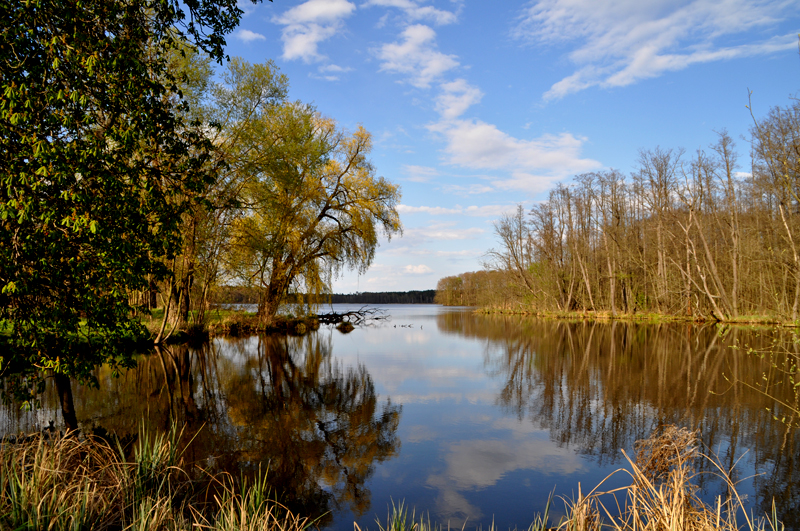

52°17′24″N 13°53′15″E / 52.29000°N 13.88750°E
施塔恩斯多夫湖（德語：Stahnsdorfer See），是德國的湖泊，位於該國西南部，由勃蘭登堡州負責管轄，處於奧得-施普雷縣，面積0.53平方公里，海拔高度35米，平均水深2米，最大水深6米，湖岸線長度4公里。